# Estação Rosemont
A Estação Rosemont é uma das estações do Metrô de Montreal, situada em Montreal, entre a Estação Laurier e a Estação Beaubien. Faz parte da Linha Laranja.
Foi inaugurada em 14 de outubro de 1966. Localiza-se no Boulevard Rosemont. Atende o distrito de Rosemont–La Petite-Patrie.